# 위례서로
위례서로(Wiryeseo-ro)는 경기도 성남시 위례동 위례터널앞과 서울특별시 송파구 거여동 거여4단지 앞을 잇는 도로이다.

## 연혁
- 2016년: 위례신도시 개발과 함께 개통

## 주요 경유지
경기도
- 성남시(위례동)

서울특별시
- 송파구(거여동, 위례동)

## 노선
| 이름        | 접속 노선                 | 소재지     | 소재지 | 소재지 | 비고   |
| ----------- | ------------------------- | ---------- | ------ | ------ | ------ |
| (이름 없음) | 지방도 제342호선 (헌릉로) | 경기도     | 성남시 | 위례동 |        |
| (이름 없음) | 위례서일로3길             | 경기도     | 성남시 | 위례동 |        |
| (이름 없음) | 위례순환로                | 경기도     | 성남시 | 위례동 |        |
| (이름 없음) | 위례중앙로                | 서울특별시 | 송파구 | 위례동 |        |
| (이름 없음) | 위례순환로                | 서울특별시 | 송파구 | 위례동 |        |
| (이름 없음) | (도로명 없음)             | 서울특별시 | 송파구 | 위례동 |        |
| (이름 없음) | (도로명 없음)             | 서울특별시 | 송파구 | 위례동 |        |
| (이름 없음) | (도로명 없음)             | 서울특별시 | 송파구 | 위례동 | 미개통 |
| (이름 없음) | 양산로2길 양산로          | 서울특별시 | 송파구 | 거여동 |        |